# Marko Pejić
Marko Pejić (Zagreb, Croacia, 24 de febrero de 1995) es un futbolista croata. Juega de Defensor y su equipo actual es el FK Austria Viena de la Bundesliga de Austria.

## Selección
- Ha sido internacional con la Selección Sub-21 en 3 ocasiones.
- Ha sido internacional con la Selección Sub-17 en 6 ocasiones.
- Ha sido internacional con la Selección Sub-16 en 3 ocasiones.

## Clubes
| Club              | País    | Año           | PJ | Goles |
| ----------------- | ------- | ------------- | -- | ----- |
| NK Radnik Sesvete | Croacia | 2014-2015     | 10 | 0     |
| Hajduk Split      | Croacia | 2015-2016     | 13 | 0     |
| FK Austria Viena  | Austria | 2017-presente | 12 | 0     |